# Roberto Cañas
Roberto Cañas López (San Salvador, 21 de noviembre de 1950-24 de enero de 2021) fue un político, economista y educador salvadoreño, destacado líder de la izquierda salvadoreña. 
Conocido con el pseudónimo de "Rubén Rojas” o "Saúl I", Cañas fue uno de los miembros de la Comisión de Negociación que firmó los Acuerdos de Paz de 1992, también fue miembro de la Comisión Política y del Consejo Nacional del Frente Farabundo Martí para la Liberación Nacional, el partido de izquierda que a la postre se convertiría en el principal de esta tendencia en El Salvador.

## Actividad política
Nació en San Salvador, el 21 de noviembre de 1950, hijo de Justo Villegas Cañas y Edith López Cañas. Comenzó su actividad política a los 19 años en la Universidad de El Salvador luego de ingresar a la Facultad de Ciencias Económicas en 1968.
Roberto Cañas se unió a un grupo de jóvenes para fundar el Movimiento de Izquierda Revolucionaria (MIR). Entre 1972 y 1975 fue miembro de la Resistencia Estudiantil Universitaria (REU) y organizador de grupos de estudiantes de secundaria, obreros y campesinos. Fue miembro de la  organización guerrillera Fuerzas Armadas de la Resistencia Nacional (FARN). Entre 1984 y 1988 se incorporó y participó en distintos frentes de guerra en Guazapa, Chalatenango, el volcán de San Salvador y el sur de La Libertad.
Entre 1988-1989 fue miembro de la Comisión Político Diplomática del FMLN, atendió distintos países europeos visitando Cancillerías, Parlamentos y partidos políticos en España, Alemania, Bélgica, Países Bajos, el Parlamento Europeo y  Suecia. De 1990-1992 fue miembro de la Comisión de Negociación, vocero oficial y firmante de los Acuerdos de Paz de Chapultepec, México, en 1992.
El 10 de septiembre de 2014, Cañas fue presentado como candidato a la Alcaldía de San Salvador a través del partido político Cambio Democrático.

## Fallecimiento
Falleció en San Salvador, el 24 de enero de 2021 a los 70 años de edad.

## Formación académica
- 1980 Licenciatura en Economía de la Universidad de El Salvador.
- 1996 Postgrado en Formación de Investigadores Educativos del Harvard Institute For International Development.
- 1999 Maestría en Administración de la Educación de la Universidad Latina de Costa Rica.

## Administración universitaria
Universidad de El Salvador:
- 1993-1994 Secretario General de la Universidad de El Salvador.
- 2007 Economista Investigador del Instituto de Investigaciones Económicas de la Facultad de Ciencias Económicas.
- 2009 Director de la Unidad de Docencia y Desarrollo Curricular de la Facultad de Jurisprudencia y Ciencias Sociales.
- 2014 Catedrático de la Licenciatura en Relaciones Internacionales.

Universidad Tecnológica de El Salvador:
- 1995 Director de Extensión Universitaria.
- 1996 Decano de La Facultad de Economía.
- 1999 Vicerrector de Investigación y Proyección Social.

Formación especializada:
- 2000 Director del Diplomado de Política y Gobierno de Fundación F. Ebert y Fundación Guillermo Manuel Ungo.

Universidad Evangélica de El Salvador:
- 2005-2007 Director de Escuela de Estudios de Postgrado.

Universidad Centroamericana José Simeon Cañas
- 2014 Catedrático en el área de Economía.
- 2017-2020 Catedrático en la Maestría en Ciencia Política.

## Publicaciones y medios de comunicación
- 1995 : La Universidad Hacia El Siglo XXI Editorial Universitaria Universidad de El Salvador.
- 1996 : Las Prácticas Educativas en El Aula Observaciones y entrevistas en el cuarto grado de educación media pública de El Salvador. FEPADE- Ministerio de Educación- AID-HIID.
- 1997 : ¿Tú Aprendes? ¿Yo Enseño? Discurso y realidad en las escuelas salvadoreñas FEPADE- Ministerio de Educación- AID-HIID.
- 2007 : Conductor del Programa de Radio "Econopueblo, la mejor manera de hablar de Economía" de la Cadena ARPAS con el personaje de Don Beto Billete
- Editor de Periódico Co-Latino.
- Conductor del Programa de Radio "Aquí El Salvador" de Radio Cadena Mi Gente.